# Lewiston Woodville
Lewiston Woodville és una població dels Estats Units a l'estat de Carolina del Nord. Segons el cens del 2000 tenia 613 habitants.

## Demografia
Segons el cens del 2000, Lewiston Woodville tenia 613 habitants, 239 habitatges i 152 famílies. La densitat de població era de 120,1 habitants per km².
Dels 239 habitatges en un 31% hi vivien nens de menys de 18 anys, en un 39,3% hi vivien parelles casades, en un 21,3% dones solteres, i en un 36% no eren unitats familiars. En el 31,8% dels habitatges hi vivien persones soles el 15,1% de les quals corresponia a persones de 65 anys o més que vivien soles. El nombre mitjà de persones vivint en cada habitatge era de 2,56 i el nombre mitjà de persones que vivien en cada família era de 3,27.
Per edats la població es repartia de la següent manera: un 30% tenia menys de 18 anys, un 8,3% entre 18 i 24, un 24,5% entre 25 i 44, un 23,5% de 45 a 60 i un 13,7% 65 anys o més.
L'edat mediana era de 37 anys. Per cada 100 dones de 18 o més anys hi havia 77,3 homes.
La renda mediana per habitatge era de 20.875 $ i la renda mediana per família de 26.389 $. Els homes tenien una renda mediana de 26.354 $ mentre que les dones 17.292 $. La renda per capita de la població era de 12.911 $. Entorn del 28,2% de les famílies i el 31,5% de la població estaven per davall del llindar de pobresa.

## Poblacions més properes
El següent diagrama mostra les poblacions més properes.